# Ямской (Рязанская область)
Ямской — посёлок в Шиловском районе Рязанской области в составе Лесновского городского поселения.

## Географическое положение
Посёлок Ямской расположен на Окско-Донской равнине на правом берегу реки Непложа в 25 км к юго-западу от пгт Шилово. Расстояние от посёлка до районного центра Шилово по автодороге — 40 км.
Ближайшие населённые пункты — село Новая Пустынь и посёлок Новомосоловский.

## Население
| 2010 | 2023 |
| ---- | ---- |
| 5    | ↗9   |

По данным переписи населения 2010 г. в поселке Ямской постоянно проживают 5 чел.

## Происхождение названия
Название посёлка является прилагательным, связанным по значению с перевозкой на лошадях почты, пассажиров и грузов и с организацией почтовых станций (ямов). Вероятно один из таких ямов, расположенный на почтовом тракте, и положил начало посёлку.